# Kennedale
Kennedale é uma cidade localizada no estado norte-americano do Texas, no Condado de Tarrant.

## Demografia
Segundo o Censo dos Estados Unidos de 2020, a sua população era de 8 517 habitantes.

## Geografia
De acordo com o United States Census Bureau tem uma área de 15,6 km², dos quais 15,6 km² cobertos por terra e 0,0 km² cobertos por água. Kennedale localiza-se a aproximadamente 181 m acima do nível do mar.

## Localidades na vizinhança
O diagrama seguinte representa as localidades num raio de 12 km ao redor de Kennedale.